# Penebal
Penebal is een bestuurslaag in het regentschap Bengkalis van de provincie Riau, Indonesië. Penebal telt 1597 inwoners (volkstelling 2010).